# Tjücher Mühle
Die Tjücher Windmühle ist ein im Jahr 1895/1896 erbauter Galerieholländer mit einem angrenzenden Packhaus im Ortsteil Tjüche des Fleckens Marienhafe im niedersächsischen Landkreis Aurich. Das Bauwerk besteht aus einem achteckigen Backsteinunterbau sowie einem oberen mit Reet bedecktem Achtkant.

## Geschichte
Der zweistöckige Galerieholländer mit Windrose wurde 1895/1896 von dem Besitzer der nahe gelegenen Marienhafer Mühle gebaut. Die Mühle befand sich von 1912 bis 1998 im Besitz der Familie Janssen, bevor sie von den beiden Eheleuten Michael und Dagmar Hentschel käuflich erworben wurde. Die Mühle verfügt über einen Mahl- und Peldegang. Zum Schroten von Viehfutter wurde in den 1950er Jahren ein Elektromahlgang im Packhaus installiert. Die alten Mahlanlagen und Walzstücke wurden 1975 durch eine neue, von einem Elektromotor getriebene Hammermühle ersetzt. Einen Teil der alten Mahleinrichtung, wie z. B. die Porzellanwalzen, hat die Familie Hentschel aufbewahrt. 
Ab 1982 wurden umfangreichen Restaurierungen an der Windmühle durchgeführt, dabei wurden die Flügel, die Galerie, die Kappe sowie das Windrad erneuert. Das angebaute Packhaus wurde zu einem Wohnhaus umgebaut.